# Omphalucha ditriba
Omphalucha ditriba är en fjärilsart som beskrevs av Louis Beethoven Prout 1938. Omphalucha ditriba ingår i släktet Omphalucha och familjen mätare. Inga underarter finns listade i Catalogue of Life.